# ガスパローネ
『ガスパローネ』（ドイツ語: Gasparone）は、カール・ミレッカーによるウィンナ・オペレッタ。台本は、フリードリヒ・ツェル（Friedrich Zell）とリヒャルト・ジュネによる。

## 解説
ガスパローネは伝説的な人物として作家たちの興味を惹き、1835年以降、ウィーンでは盗賊を主題とした劇やパロディーが続々と作られた。
ハンス・フォン・ビューローは、ミレッカーに「君はいい調べを書いた」と称賛の言葉を贈ったという。